# ديوسدادو غابي
ديوسدادو غابي مواليد 9 سبتمبر 1979 في دافاو، الفلبين، هو ملاكم محترف فلبيني سابق صنّف ضمن فئة وزن الديك. في 2006 نازل فيك دارتشينيان على بطولة العالم في وزن الذبابة لكن خسر أمامه.

## إحصائيات
خاض خلال مسيرته 34 نزالا، فاز في 30 وتعادل في 1 وخسر في 4. فاز بالضربة القاضية في 21 نزالا.

## روابط خارجية
- ديوسدادو غابي على موقع بوكس ريك (الإنجليزية) (registration required)